# 蕾丝

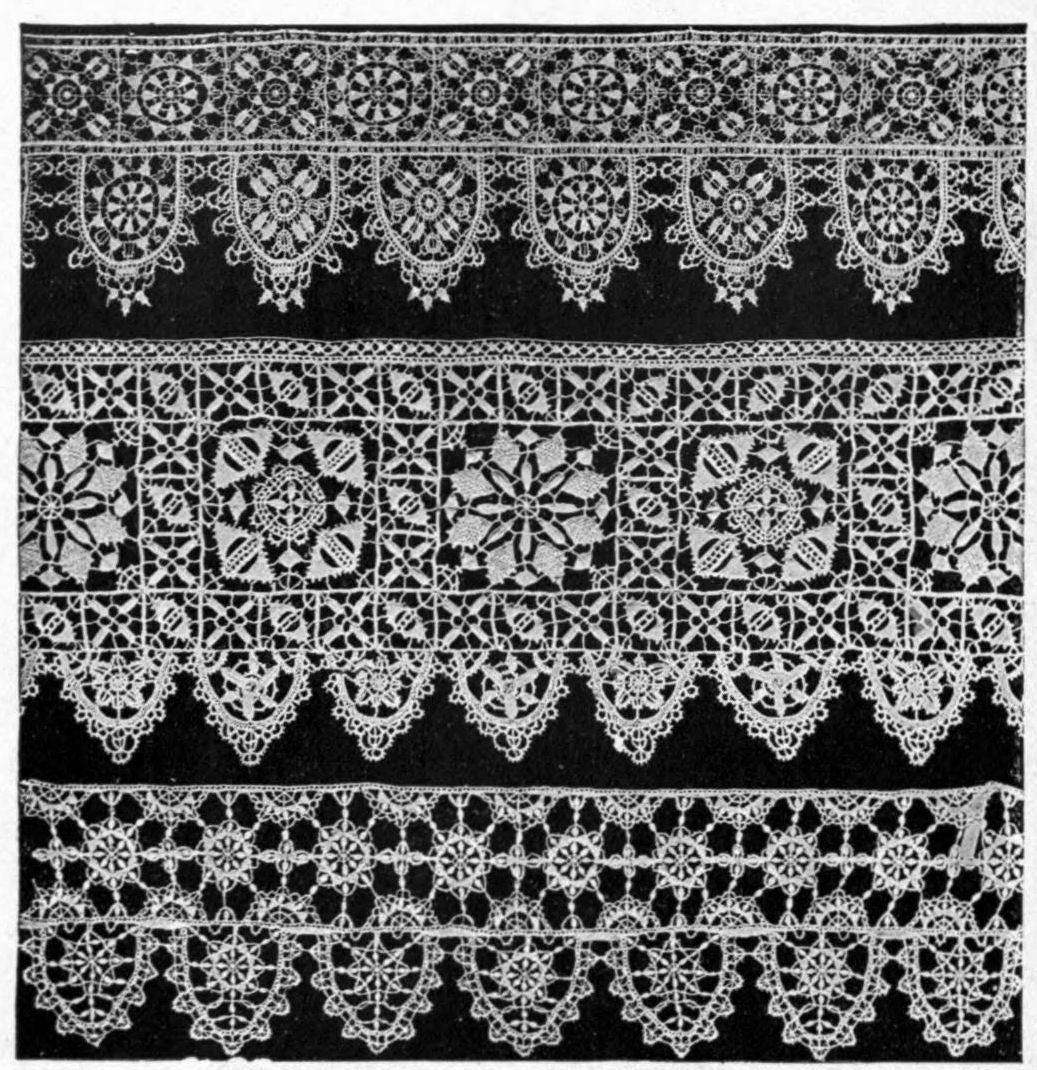
蕾丝花边图样

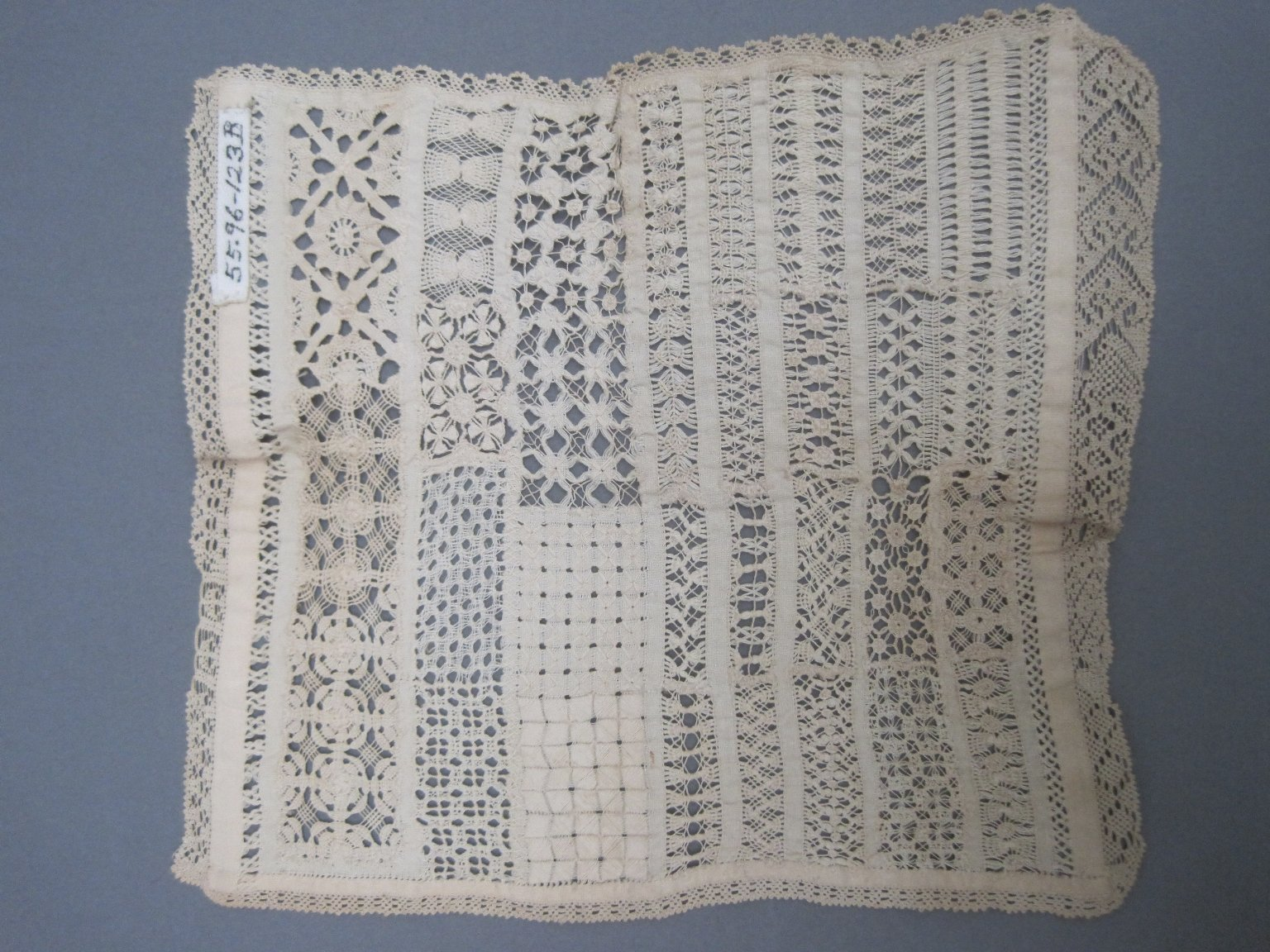
Square "Sampler," 1800-1825, 布鲁克林博物馆

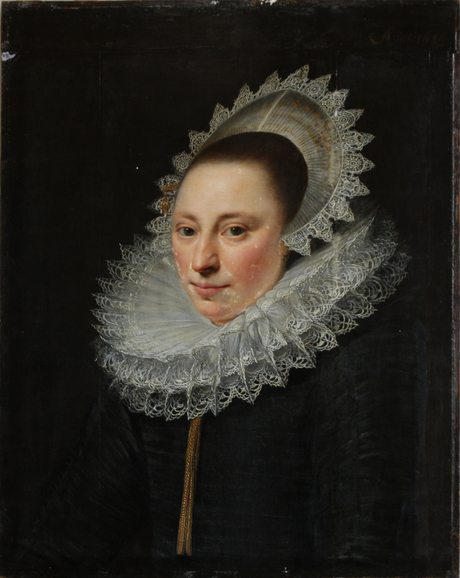
不知名的荷兰画家，《女人肖像》，17世纪 亚美尼亚国家美术馆

蕾丝花边（英語：lace）是一种以繁复精致的，镂空花纹为特点的纺织品，由纱或线制成，呈网状。以紗線相互打結、交錯、撚繞，而形成具有空花的布料，主要用于衣物的装饰。有蕾丝风格的织品起源很古老，但真正的蕾丝花边直到15世纪末才真正出现，剛開始是用來裝飾教會祭壇，因此成為修道院中的手工藝而開始發展，經手的設計精緻非凡，之後這樣的技術流傳至民間。在15世紀末至16世紀初的意大利大量生產了以裝飾衣物為目的的蕾絲，不過在當時依然是聖職者、王公貴族等一部份特權階級才能穿戴的奢侈品，在導入法國後成為主要產地，並受到細緻設計極受歡迎的洛可可風格的影響下，無論是技術方面還是樣式種類都進入了最盛期。 16世纪起在西欧广泛流行，并逐渐传遍世界。
早期一般使用金线，银线，亚麻布，丝绸或尼龙制作，现在花边多为棉线製，虽然亚麻布和丝线仍然是可用的，人造花边可用合成纤维制成。一些现代艺术家用细铜丝或银丝代替线来制作花边。大致分為手織、機器織物這兩種，但依使用的技法不同又可往下細分，而且在現今歐洲仍舊殘留不少因時代、地點而各有特色的圖案與名稱。

## 词源
蕾丝这个词来自中古英语，来自古法语las, noose, string，亦来自通俗拉丁语*laceum，来自拉丁语laqueus, noose;引诱，诱捕可能或诱捕相似（probably akin to lacere, to entice or ensnare）。

## 外部連結
维基共享资源上的相關多媒體資源：蕾丝